# 明镜湖
明镜湖是一个位于中国江苏省昆山市的湖泊，面积约为3.4平方千米，平均水深约为1.4米。2005年2月，列入江苏省湖泊保护名录。